# 永地秀太

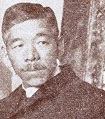
永地秀太

永地 秀太（ながとち ひでた、旧姓：有吉　秀太（ありよし ひでた）、1873年（明治6年）7月15日 - 1942年（昭和17年）12月14日）は、明治-昭和前期の洋画家。太平洋画会 創立メンバー、陸軍嘱託画家、文展（旧帝展）審査員、旧東京高等工芸学校（現・千葉大学工学部）教授。1944年山口県出身の画家レジオンドヌール勲章（シュバリエ）受賞。贈従四位。

## 経歴
- 1873年 山口県下松市の造り酒屋を営む有吉家に生まれる
- 徳山中学卒業後上京、本多錦吉郎の画塾・彰技堂で学ぶ
- 1892年-1895年 明治美術会附属教場入学-卒業。松岡壽に師事。
- 1902年 太平洋画会創設に参加[3]
- 山口県吉敷郡の大地主への入婿により、姓が有吉から「永地」に変わる（太平洋画会関連では「有吉秀太」で残っているものが存する）
- 1920年-1923年 文部省在外研究員として主にフランス、アメリカを外遊・視察
- 陸軍幼年学校教員、陸軍嘱託画家[4]
- 文展審査員
- 1922年 東京高等工芸学校工芸図案科教授（現・千葉大学工学部）仏国官設美術展準備委員会委員
- 1942年12月14日 淀橋区（現・新宿区下落合）目白文化村の自宅で脳溢血により死去。享年72歳　贈従四位。
- 1943年 フランス政府よりレジオンドヌール勲章授与
- 墓所は山口市大内長野

## 代表作品
- 1903年『静物』（文展 褒状）　山口県立美術館 所蔵
- 1911年『日本海々戦の敵前大回頭』海軍館陳列[5]
- 1913年『絞り』(文展 三等賞)
- 1924年『更紗の前』山口県立美術館所蔵
- 1922年『風景』（山口県立美術館）
- 1925年『壁に倚れる女』（山口県立美術館）
- 1929年『下関講和談判』 聖徳記念絵画館 所蔵
- 1933-1942年『吉田松陰』 キャンバス油彩 額装 181x150cm 神宮徴古館蔵[6][7]
- 1933-1942年『昭憲皇太后の傷病兵慰問』 キャンバス油彩 額装 150x180cm 神宮徴古館蔵[6]
- 1933-1942年『韓国併合』 キャンバス油彩 額装 150x180cm 神宮徴古館蔵[6]
- 『中山忠光朝臣肖像画』山口県下関市中山神社所蔵[8]

## 寄稿
- 会頭としての黒田先生	国民美術1-9 大正13年9月

## 商業広告デザイン
- 三越デパート包装紙 出典 [図録 もうひとつの明治美術]
- 麒麟麦酒ラベル 出典 [図録 もうひとつの明治美術]

## 関連
- 黒田清輝日記 、
- 『装丁探索』『修養全集』第2巻（「東西感動美談集』、大日本雄弁会講談社、昭和3年）掲載 岸井新「喪服の遺臣」の挿繪 落款 三種
- 下関講和談判
- 『図録 もうひとつの明治美術』

- 東京文化財研究所 アーカイブ 陸軍嘱託画家

- 記事番号:00341
  - 年月:1938年05月
  - 前記上海軍嘱託として従軍した作家等の外、川端竜子、鶴田吾郎は五月末北支より蒙疆へ、中沢弘光、伊原宇三郎は天津北京を経て山西方面に栗原信は徐州方面に、又八月、九月には石川寅治、石井柏亭、永地秀太、和田香苗、早川三四郎が前後して北支方面に、いづれも陸軍嘱託として従軍することになつた。

- 『日本美術年鑑』昭和18年
- 美術界年史（彙報）
  - 1936年07月　海軍館陳列画執筆者決定　
  - 1938年05月　陸軍嘱託画家
  - 1938年12月　昭和十三年中陸軍嘱託画家